# سی‌روزه
سی‌روزه در خرده اوستا دو فصل به نام سی‌روزه داریم که یکی سی‌روزهٔ کوچک و دیگری سی‌روزهٔ بزرگ نام دارد و در آن نام اهورامزدا و تعدادی از امشاسپندان و ایزدان آمده‌است.  سی روزه به ویژه در روز سی‌ام، در آخرین روز ششمین ماه و در آخرین روز دوازدهمین ماه پس از درگذشت کسی خوانده‌می‌شود. بنابراین سی‌روزه دعائی است که برای آمرزش روان و به همین مناسبت یسنای ۲۶ را که راجع است به فروهر، در آخر سی روزهٔ بزرگ افزوده‌اند.